# Pseudochazara occidentalis
Pseudochazara occidentalis är en fjärilsart som beskrevs av Hans Rebel och Hans Zerny 1932. Pseudochazara occidentalis ingår i släktet Pseudochazara och familjen praktfjärilar. Inga underarter finns listade i Catalogue of Life.